# Prague City University
Prague City University, založená v roce 2004 jako Prague College, je soukromá vysoká škola sídlící v Praze, na níž výuka probíhá v angličtině. V Česku jde o pobočku zahraniční vysoké školy, a to konkrétně o pobočku Teesside University. Byla založena v roce 2004 mezinárodním týmem – ředitel Douglas Hajek (Kanada), zástupce ředitele Jeffrey Buehler (USA) a Natasa Babic (Chorvatsko). Na vedení školy se dále podílí Stefano Cavagnetto (Itálie) a George Allen (USA).
V roce 2020 došlo ke spojení s Akcent College, pražskou vysokou školu, která byla založena v roce 2008 a zaměřuje se na vzdělávání učitelů. Programy vytvořené na Akcent College nyní představují základ pedagogické fakulty.
Prague City University vyučuje cca 550 studentů na třech fakultách. Přibližně 35 % studentů jsou Češi. Ostatní studenti pocházejí z více než 80 dalších zemí.
Sídlem školy je dům čp. 1184 na nároží ulic Polská a Blanická na Vinohradech, u jižního okraje Riegrových sadů.

## Významní absolventi
- Vít Horký, manažer a podnikatel, zakladatel startupů Inspiro a Brand Embassy